# Metro van Toronto
De metro van Toronto (Engels: Toronto subway) werd in het jaar 1954 geopend. Het metronet in Toronto is 76,9 kilometer lang en heeft 75 stations. Het wordt beheerd door de Toronto Transit Commission.

## Lijnen
| Lijn en kleur      | Route                                | Opening | Lengte  | Stations | Opmerkingen  |
| ------------------ | ------------------------------------ | ------- | ------- | -------- | ------------ |
| 1 Yonge-University | Finch – Union – Vaughan Metro Centre | 1954    | 38,8 km | 38       |              |
| 2 Bloor-Danforth   | Kipling – Kennedy                    | 1966    | 26,2 km | 31       |              |
| 4 Sheppard         | Sheppard-Yonge – Don Mills           | 2002    | 5,5 km  | 5        |              |
| in opbouw          |                                      |         |         |          |              |
| 5 Eglinton         | Kennedy – Mount Dennis               | 2025    | 19 km   | 25       | Lightrail    |
| 6 Finch West       | Finch West – Humber College          | 2025    | 11 km   | 18       | Lightrail    |
| gesloten           |                                      |         |         |          |              |
| 3 Scarborough      | Kennedy – McCowan                    | 1985    | 6,4 km  | 6        | Lichte metro |

### Lijn 1 Yonge-University

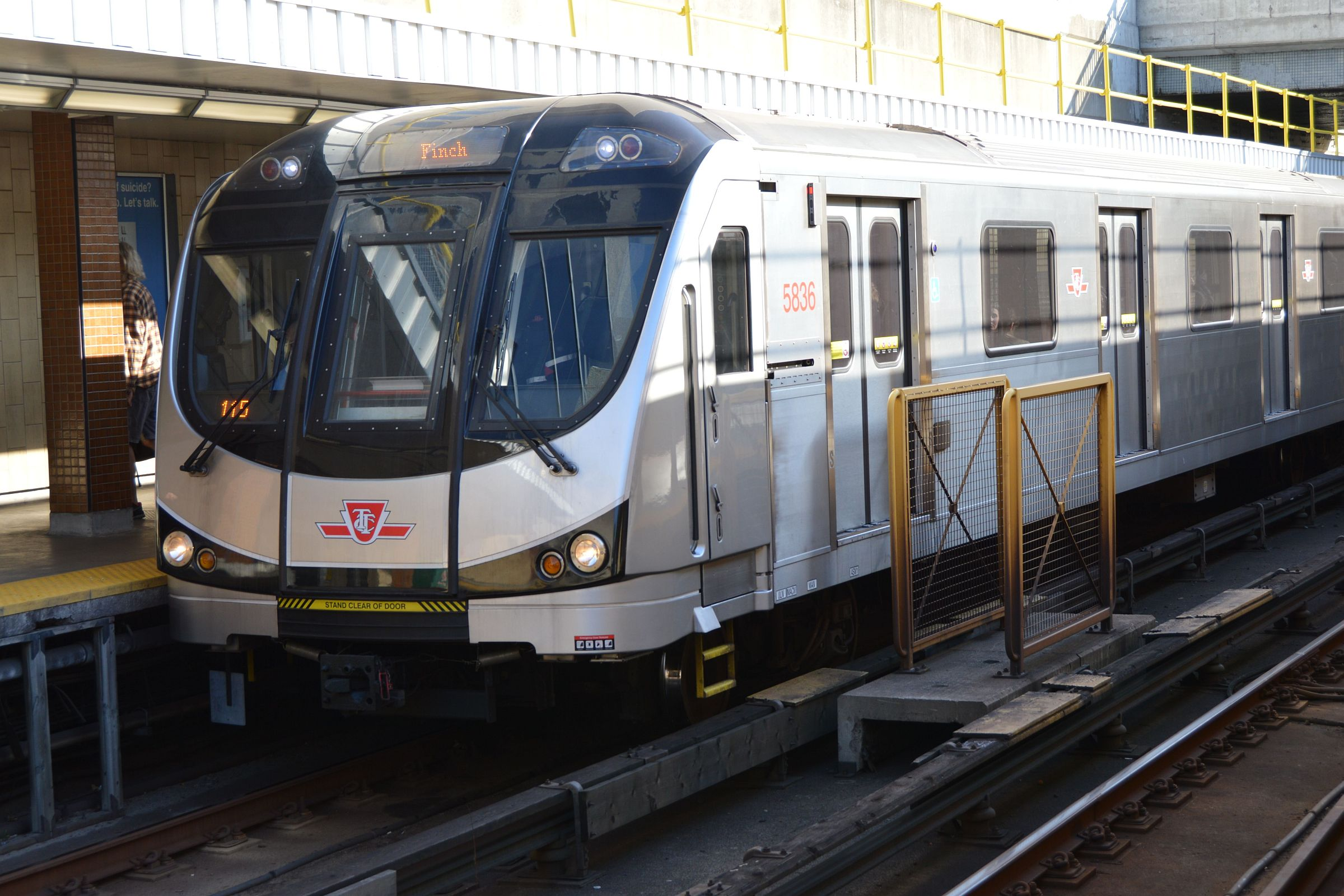
Type TR van Bombardier op lijn 1

Lijn 1 Yonge-University met 38 stations is de langste en drukste metrolijn in Toronto. De lijn werd in 1954 in gebruik genomen als de Yonge Subway met een lengte van 7,4 km en heeft sindsdien een lengte van 38,8 km bereikt. Tegenwoordig is de lijn U-vormig met twee noordelijke eindpunten en een lus aan de zuidkant via het Union Station.

### Lijn 2 Bloor-Danforth

Type T1 van Bombardier op lijn 2

Lijn 2 Bloor-Danforth, 31 stations, 26,2 km, geopend in 1966, rijdt grotendeels parallel aan Bloor Street en Danforth Avenue tussen de stations Kipling in Etobicoke en Kennedy in Scarborough. (Etobicoke en Scarborough zijn stadsdistricten van Toronto.) In aanbouw is een uitbreiding van lijn 2 in noordoostelijke richting van het station Kennedy naar het station Scarborough Centre, dan noordwaarts naar Sheppard Avenue East.

### Lijn 3 Scarborough

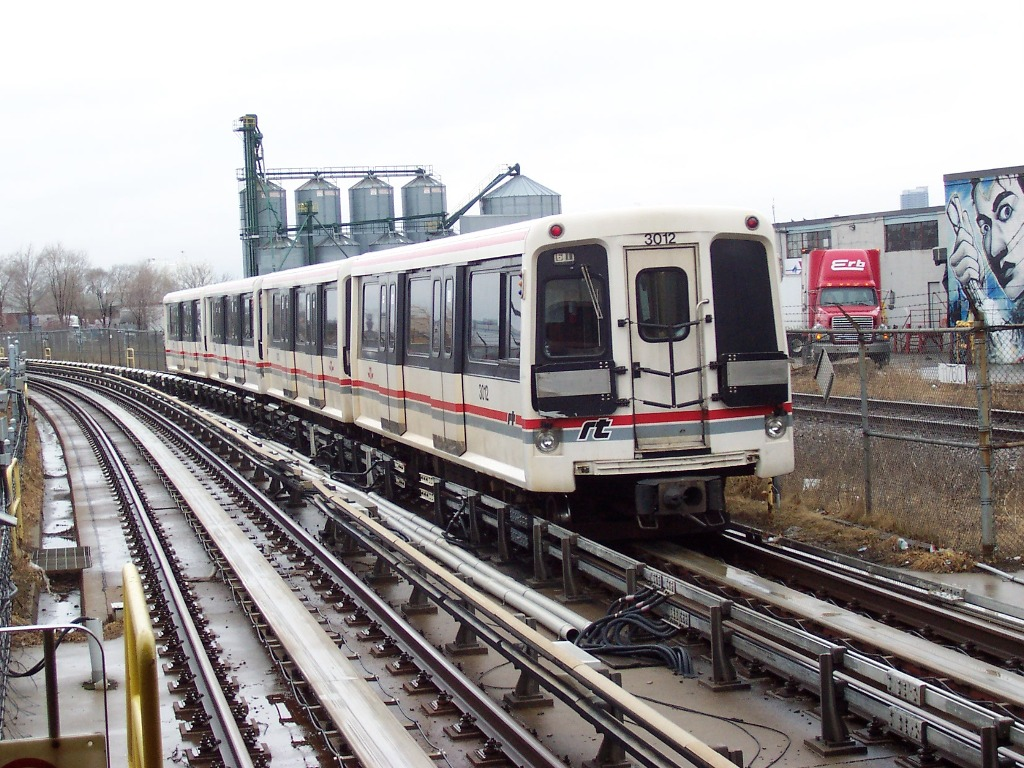
Type ICTS Mark I op lijn 3

Lijn 3 Scarborough (ook gekend als Scarborough RT) had zes stations, en was een bovengrondse lichte metrolijn met gemiddelde capaciteit die het gelijknamige stadsdistrict bediende. Het was feitelijk een verlenging van lijn 2 maar niet doorgaand geëxploiteerd en vooral goedkoper en lichter uitgevoerd met kortere rijtuigen op het uiteinde wat kosten bespaarde. De lijn werd in 1985 in gebruik genomen en reed tussen de stations Kennedy en McCowan via het winkelcentrum Scarborough Town Centre (station Scarborough Centre). Deze lijn maakte gebruik van ICTS-technologie (Intermediate Capacity Transit System).
In februari 2021 adviseerde de TTC de sluiting van lijn 3 in 2023 en de vervanging ervan door bussen tot 2030, wanneer naar verwachting een uitbreiding van lijn 2 door Scarborough Town Centre zal openen. De TTC vond dat de lijn te oud en moeilijk te onderhouden was. Na een treinontsporing op 24 juli 2023 besloot de TTC de lijn definitief te sluiten en te vervangen door bussen.

### Lijn 4 Sheppard
Lijn 4 Sheppard met vijf stations werd geopend in 2002, en is de kortste metrolijn in Toronto. De lijn heeft een aansluiting op lijn 1 bij het station Sheppard-Yonge en rijdt  onder Sheppard Avenue East naar het station Don Mills bij Fairview Mall, een winkelcentrum.

### Lijn 5 Eglinton

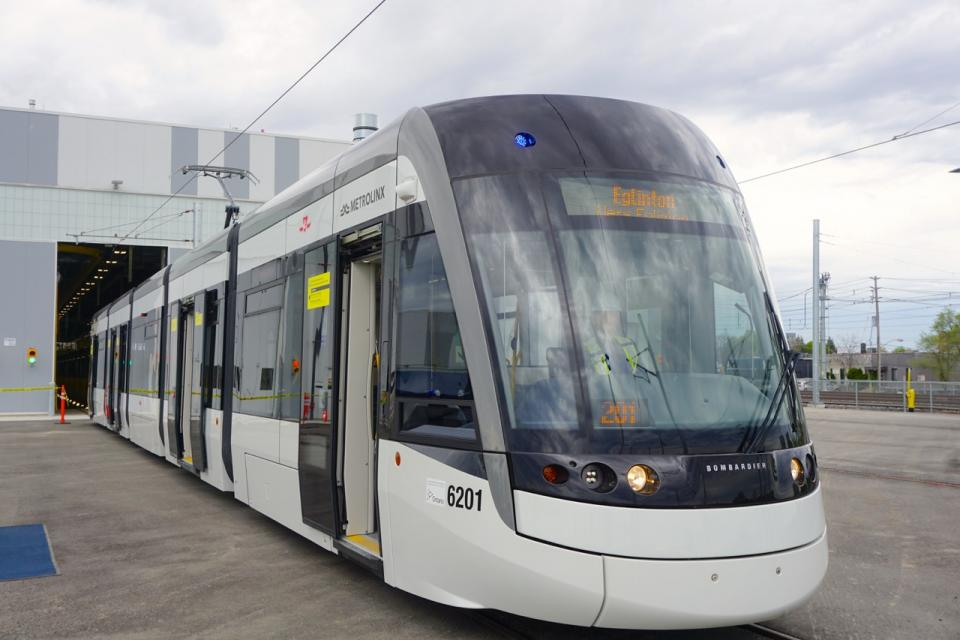
Type Bombardier Flexity Freedom bij de remise voor lijn 5

Lijn 5 Eglinton (ook bekend als "Eglinton Crosstown LRT") is een lightraillijn die sinds 2011 in aanbouw is en in 2024 in gebruik zal worden genomen. De lijn zal 19 km lang zijn, en langs Eglinton Avenue tussen de stations Mount Dennis en Kennedy rijden. Het gedeelte tussen Black Creek Drive en Brentcliffe Avenue (10 km) ligt ondergronds. Van Brentcliffe Avenue naar het station Kennedy rijdt de lijn grotendeels bovengronds op eigen baan in het midden van Eglinton Avenue. Er komen 15 metrostations en 10 bovengrondse haltes. Lijn 5 zal tweerichtingstrams met een lage vloer van type Bombardier Flexity Freedom gebruiken.

### Lijn 6 Finch West
Lijn 6 Finch West (ook bekend als "Finch West LRT") is een lightraillijn die sinds 2019 in aanbouw is en in 2024 in gebruik zal worden genomen. De nieuwe lijn wordt 11 km lang en zal langs Finch Avenue West rijden tussen Humber College en het bestaande metrostation Finch West op lijn 1. Lijn 6 zal 18 stations hebben, waarvan de twee eindstations ondergronds zullen zijn, terwijl de andere haltes bovengronds zullen zijn op eigen baan in het midden van de straat. Lijn 6 zal tweerichtingstrams met een lage vloer van type Alstom Citadis Spirit gebruiken.

## Geschiedenis
Oorspronkelijk hadden metrolijnen elk een naam maar geen nummer. In 2014 heeft de TTC aan elke lijn een nummer toegekend (bijvoorbeeld: 1 voor de Yonge-University-lijn) om de bewegwijzering te vereenvoudigen en mensen met een beperkte kennis van het Engels te helpen.
| Datum            | Opening |
| ---------------- | --- |
| 30 maart 1954    | De Yonge-lijn werd geopend tussen de stations Eglinton en Union, en verving de Yonge-tramlijn. De metrolijn rijdt onder of dichtbij Yonge Street en is een onderdeel van de huidige lijn 1.                             |
| 28 februari 1963 | De Yonge-lijn werd de Yonge-University-lijn na de opening van een uitbreiding noordwaarts onder University Avenue van het Union Station naar het station St. George.                                                    |
| 25 februari 1966 | De Bloor–Danforth-lijn (de huidige lijn 2) werd geopend tussen de stations Keele en Woodbine, en verving het grootste deel van de Bloor-tramlijn. De metrolijn rijdt onder of dichtbij Bloor Street en Danforth Avenue. |
| 10 mei 1968      | Uitbreidingen van de Bloor-Danforth-lijn werden geopend west naar het station Islington en oost naar het station Warden. De rest van de Bloor-tramlijn werd gesloten.                                                   |
| 30 maart 1973    | Een uitbreiding van de Yonge-University-lijn werd geopend van het station Eglinton noordwaarts naar het station York Mills.                                                                                             |
| 29 maart 1974    | Een andere uitbreiding van de Yonge-University-lijn werd geopend van het station York Mills noordwaarts naar het station Finch.                                                                                         |
| 27 januari 1978  | Een uitbreiding van de Yonge-University-lijn van het station St. George noordwaarts naar het station Wilson werd geopend.                                                                                               |
| 21 november 1980 | Meer uitbreidingen van de Bloor-Danforth-lijn werden geopend west naar het station Kipling en oost naar het station Kennedy.                                                                                            |
| 22 maart 1985    | De Scarborough RT (de huidige lijn 3 Scarborough) werd geopend van het station Kennedy naar het station McCowan. |
| 18 juni 1987     | Het station North York Centre werd geopend langs de Yonge–University-lijn. Het werd gebouwd tussen twee bestaande stations: Sheppard (later hernoemd tot Sheppard–Yonge) en Finch.                                      |
| 31 maart 1996    | Een korte uitbreiding van de Yonge-University-lijn werd geopend van het station Wilson noordwaarts naar het station Downsview (later hernoemd tot Sheppard West).                                                       |
| 22 november 2002 | De Sheppard-lijn (de huidige lijn 4) wordt geopend tussen de stations Sheppard–Yonge en Don Mills. De lijn rijdt onder Sheppard Avenue.                                                                                 |
| 17 december 2017 | De uitbreiding van Lijn 1 Yonge–University wordt geopend van het station Sheppard West noordwaarts naar het station Vaughan Metropolitan Centre in de stad Vaughan.                                                     |
| 24 juli 2023     | Na een treinontsporing op 24 juli 2023 sloot de TTC de Scarborough-lijn definitief en verving deze door bussen. |